# Primorsk (Leningrado)

Primórsk (en ruso: Примо́рск; finés: Koivisto; sueco: Björkö) es una localidad costera del raión de Víborg, óblast de Leningrado, en Rusia. Es el puerto ruso más grande en el Báltico. Está ubicada en el Istmo de Carelia, 137 km al oeste de San Petersburgo, en la costa norte del Golfo de Finlandia, cerca a las Islas de los Abedules. Población: 5172 habitantes (2010). 

## Historia
Primórsk fue mencionada en las crónicas rusas de 1268 con el nombre de Beriozovskoie (villa de abedules), cuando los mercantes germanos de Gotland pidieron a la República de Nóvgorod asegurar su pasaje al río Nevá. Los suecos anexaron la región durante La tercera cruzada sueca. Los rusos retomaron las islas en la Gran Guerra del Norte, en 1721. Entonces, el lugar pasó a compartir el mismo destino del Istmo de Carelia.
Primórsk se desarrolló en el siglo XX como puerto de salida para la ciudad de Viborg. Adquirió el estatus de gorod (ciudad, zona urbana) en 1940. Fue capturada por los soviéticos el 18 de junio de 1944 y transferida como parte del Tratado de paz de París. En 1948 fue renombrada como Primórsk.

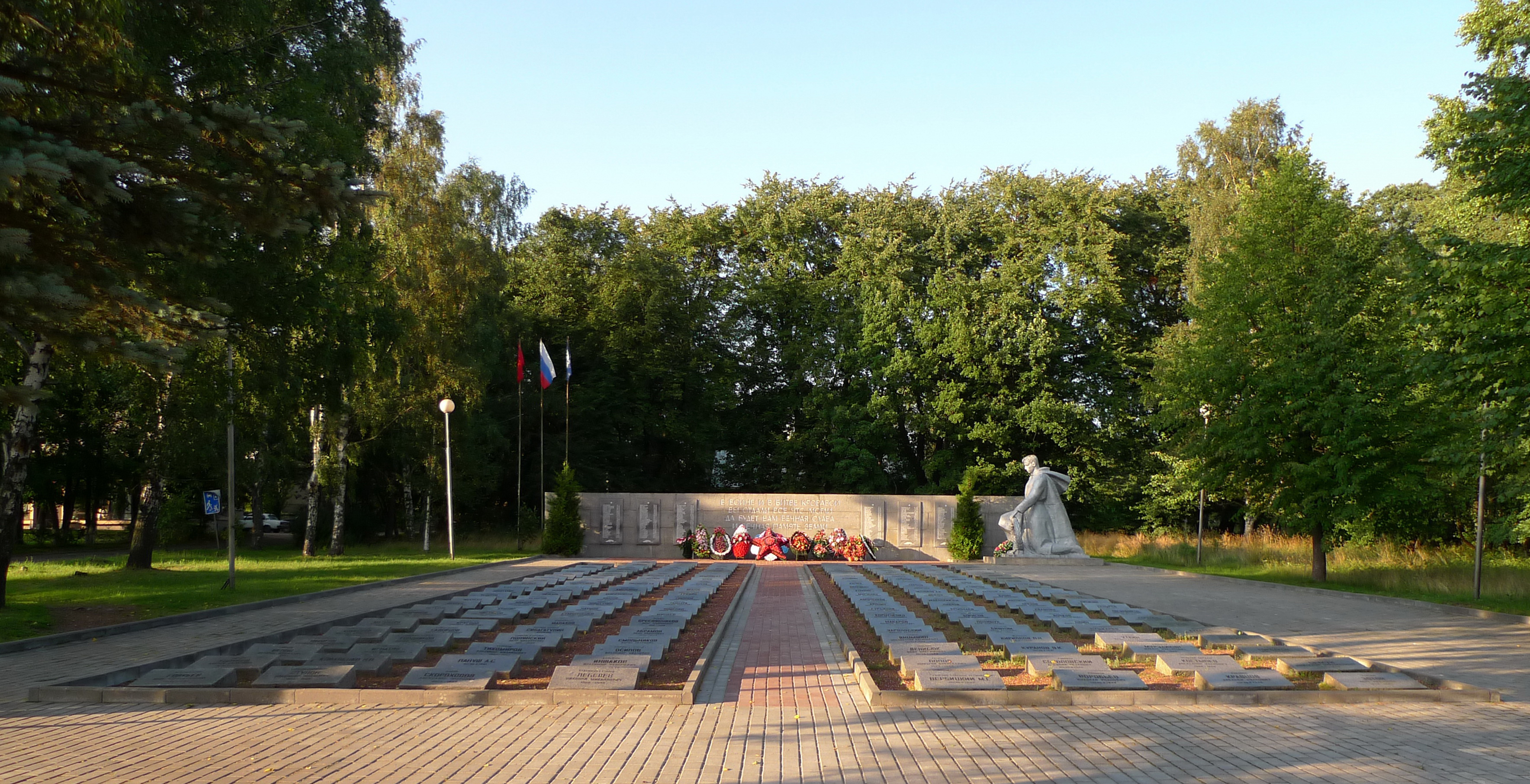
Monumento conmemorativo a las víctimas de la Gran Guerra Patria

## Economía
Es el lugar de la terminal de petróleo más grande del mar Báltico. Comenzó a operar en diciembre de 2001, superando en un año a Ventspils y a otras compañías extranjeras rivales. 

## Transporte
La localidad se encuentra en la línea férrea que enlaza a San Petersburgo y a Viborg, además cuenta con rutas de buses a otras localidades cercanas.